# جرمايا
جرمايا هي إحدى القرى المحتلة والمدمرة التابعة لمركز فيق التابع لمحافظة القنيطرة في هضبة الجولان بجنوب غرب سوريا.
تتبع ناحية قرى ومركز فيق وكان عدد سكانها 98 نسمة عام 1967 وترتفع 412 م، تقع على أرض بركانية على الكتف الجنوبي لوادي زيتة، الذي ينحدر بشدة نحو الشمال، وتبعد 11 كم عن مدينة العال شمالاً، و13 كم عن مدينة فيق باتجاه الشمال الشرقي، وجدت فيها آثار بناء ضخمة، وأدوات حجرية وفخار يعود تاريخها إلى العهدين البيزنطي والعربي، عرفت بالزراعة البعلية كالحبوب والبقول، وتربية الماشية. تستمد مياه الشرب من الينابيع المحلية.